# 布蘭奇維爾 (康乃狄克州)
布蘭奇維爾（英語：Branchville）是位於美國康乃狄克州費爾菲爾德縣里奇菲爾德境內的一個街區。。

## 地理
布蘭奇維爾的座標為41°16′03″N 73°26′30″W / 41.26750°N 73.44167°W，而該地的平均海拔高度為104米（即340英尺）。